# Tilo Keiner
Tilo Keiner (* 6. Juli 1962 in Düsseldorf) ist ein deutscher Schauspieler.

## Biografie
Keiner kam während des Sportstudiums in Köln zum Theater, als er sich der von Karin Beier und Elmar Goerden gegründeten Theatergruppe Countercheck Quarrelsome anschloss. Von 1986 bis 1989 spielte er unter der Regie von Karin Beier in insgesamt sieben William-Shakespeare-Produktionen in englischer Sprache. Nach Abschluss seiner Diplomarbeit studierte er von 1989 bis 1991 an der London Academy of Music and Dramatic Art und wurde anschließend ans Stadttheater Trier engagiert. 1993 ging er für zwei weitere Jahre zurück nach England und spielte gleichzeitig am Staatstheater Nürnberg die Hauptrolle in A Clockwork Orange.
1995 erhielt er in der englischen Fernsehserie Heartbeat eine Hauptrolle, weitere Rollen in deutschen und englischen Serien folgen und 1997 hatte er eine Rolle in Steven Spielbergs Saving Private Ryan. 1998 spielte er Wolfgang Amadeus Mozart in der Peter Shaffers Amadeus am Ernst Deutsch Theater in Hamburg und bei der anschließenden Deutschlandtournee. 2001 übernimmt er eine Rolle in Richard III im Schauspielhaus Bochum unter der Regie von Karin Beier. Von 2004 bis 2006 erhielt er eine Hauptrolle in dem ABBA-Musical Mamma Mia!.
2005 verpflichtete Karin Beier ihn erneut, diesmal nach Worms zu den Nibelungenfestspielen. Dort lernte er Intendant und Regisseur Dieter Wedel kennen, der ihn weitere Jahre in Worms und 2009 in dem TV-Film Gier besetzte.

## Produktionen (Auswahl)

### Theater
- 1994: A Clockwork Orange, Alex, Staatstheater Nürnberg
- 1998: Amadeus
- 2001: Richard III,Graf Rivers, Schauspielhaus Bochum
- 2007: Mamma Mia!, Sam/Harry, Palladium Theater Stuttgart
- 2008: Nibelungen Festspiele Worms
- 2016: Bad Hersfelder Festspiele – Die goldene Gans[2]

### Fernsehen
- 1995: Heartbeat V, Dieter Lotschmeyer, Ngozi Onwurah
- 1999: Helicops 2
- 2000: Reise des Herzens, Michael, Gabriel Barylli
- 2003: Girlfriends
- 2005: SOKO Leipzig
- 2009: Gier (Zweiteiler) Joern Hinkel, Dieter Wedel

### Film
- 1997: Saving Private Ryan
- 2003: Der Ärgermacher
- 2018: Ballon